# Nørreballe Nor
Nørreballe Nor er et tidligere afvandet nor, der ved et naturgenopretningsprojekt i 2004 blev genskabt til en  54 hektar stor sø .  Nørreballe Nor ligger nord for, og har forbindelse med Tryggelev Nor. Mod nord liggere landsbyen Hesselbjerg og mod øst Tryggelev.  Der er  et rigt fugleliv, og det  er fuglebeskyttelsesområde; I alt  183 fuglearter var registreret for lokaliteten i DOF-basen pr. 5. april 2012. 
Noret blev inddæmmet i 1883  af et lokalt interessentskab, og i  1956 blev ved hjælp af statsstøtte  muligt  at installere et moderne afvandingsanlæg. 
I årene 2002-2006 blev der udført et stort EU finansieret naturgenopretningsprojekt i  og Nørreballe-  og Tryggelev Nor, der var hårdt belastet af at  det tørlagte Nørreballe Nor efterhånden modtog gødningsberiget drænvand fra 900 hektar intensivt dyrket landbrugsområder,  der  blev  afledt   i  Tryggelev  Nor. Det var EU´s LIFE+,  Fugleværnsfonden og Fyns Amt der finansierede projektet, der samlet løb op 9,2  mio.  
kr. hvoraf de 4,4 mio. kr gik til det 69 hektar store projektområde ved Nørreballe Nor.

## Naturbeskyttelse
Noret er sammen med Tryggelev Nor og  Salme Nor  en del af et område på 180 hektar, som ejes af Fugleværnsfonden. 
Nørreballe Nor  er en del af Natura 2000-område nr. 127 Sydfynske Øhav, og er både habitatområde og fuglebeskyttelsesområde.

## Eksterne kilder og henvisninger
1. 1 2 3 4  Slusen var det ømme punkt for Nørreballe Nor på dettabteland.dk

- Om Tryggevælde Nor på fredninger.dk
- Folder med kort over området
- Natura 2000 -området Sydfynske Øhav Arkiveret 9. september 2018 hos  Wayback Machine  Natura 2000-plan 2016-2021 område nr. 127
- Om Tryggevælde Nor  på fuglevaernsfonden.dk

|  | Denne artikel om lokaliteten Nørreballe Nor kan blive bedre, hvis der indsættes et (bedre) billede. Du kan hjælpe ved at afsøge Wikimedia Commons for et passende billede eller lægge et op på Wikimedia Commons med en af de tilladte licenser og indsætte det i artiklen. |

54°48′28.77″N 10°40′43.65″Ø / 54.8079917°N 10.6787917°Ø